# Threskiornis
Threskiornis es un género de aves pelecaniforme de la familia Threskiornithidae que incluye seis especies de ibis del Viejo Mundo.

## Especies
- Threskiornis aethiopicus
- Threskiornis bernieri
- Threskiornis melanocephalus
- Threskiornis moluccus
- Threskiornis spinicollis
- Threskiornis solitarius †